# Rudolf Buchner (Historiker)
Rudolf Buchner (* 16. März 1908 in Berlin; † 10. September 1985 in Wolfach) war ein deutscher Historiker. Er war langjähriger Mitarbeiter der Monumenta Germaniae Historica.

## Leben
Buchner war der Sohn des Nobelpreisträgers für Chemie und Professors Eduard Buchner. Er trat schon zum 1. November 1931 in die NSDAP (Mitgliedsnummer 723.500) und 1932 in die SA ein. Die Promotion 1933 erfolgte an der Universität Frankfurt am Main. Von April 1935 bis November 1938 war Buchner Assistent am Historischen Seminar der Universität Hamburg (bei Adolf Rein). 1936 habilitierte er sich in Hamburg mit einer Arbeit über „Die Germanen und das herkömmliche Bild der Weltgeschichte“ und wurde wenig später zum Dozenten für germanische Geschichte im Frühmittelalter ernannt. Im September 1938 wurde Buchner in den Beirat des Reichsinstituts für Geschichte des neuen Deutschlands berufen. Im Dezember 1938 ging Buchner als Dozent an das Erzieherseminar der Ordensburg Sonthofen. Von 1941 bis 1945 lehrte er außerdem als Dozent an der Universität München. Nach 1945 wurde er Autor für die Wissenschaftliche Buchgesellschaft und wirkte in der konservativen Ranke-Gesellschaft. Ab 1956 lehrte er als Privatdozent an der Universität Würzburg, wo er 1958 zum außerplanmäßigen Professor ernannt wurde. Von 1965 bis 1973 arbeitete er als Wissenschaftlicher Rat an der Universität Würzburg.
Seit dem Sommersemester 1926 war er Mitglied der Studentenverbindung AV Igel Tübingen.

## Schriften (Auswahl)
- Die Provence in merowingischer Zeit. Verfassung, Wirtschaft, Kultur (= Arbeiten zur deutschen Rechts- und Verfassungsgeschichte. H. 9, ZDB-ID 548914-3). Kohlhammer, Stuttgart 1933 (Zugleich: Frankfurt am Main, Dissertation, 1931).
- Textkritische Untersuchungen zur Lex Ribvaria (= Schriften des Reichsinstituts für Ältere Deutsche Geschichtskunde. Bd. 5, ISSN 0080-6951). Hiersemann, Leipzig 1940 (Teil 1 = Hamburg, Universität, Habilitations-Schrift, 1936; Unveränderte Nachdrucke 1952, 1962 und 1996).
- als Herausgeber mit Franz Beyerle: Lex Ribvaria (= Monumenta Germaniae Historica. Leges. 2: Leges nationum Germanicarum. Bd. 3, Tl. 2, ISSN 0343-0839). Hahn, Hannover 1954 (Digitalisat).
- als Herausgeber: Fritz Kern: Gottesgnadentum und Widerstandsrecht im früheren Mittelalter. Zur Entwicklungsgeschichte der Monarchie. 2. Auflage. Böhlau, Münster u. a. 1954 (Zahlreiche Auflagen).
- Maximilian I. Kaiser an der Zeitenwende (= Persönlichkeit und Geschichte. Bd. 14, ZDB-ID 528992-0). Musterschmidt-Verlag, Göttingen u. a. 1959 (2., verbesserte und erweiterte Auflage. ebenda 1970).
- Die deutsch-französische Tragödie 1848–1864. Politische Beziehungen und psychologisches Verhältnis. Holzner, Würzburg 1965.
- Deutsche Geschichte im europäischen Rahmen. Darstellung und Betrachtungen. Wissenschaftliche Buchgesellschaft, Darmstadt 1975 (2., unveränderte Auflage. Muster-Schmidt, Göttingen 1981, ISBN 3-7881-1678-1).
- Gregor von Tours: Zehn Bücher Geschichten (= Ausgewählte Quellen zur deutschen Geschichte des Mittelalters. Freiherr-vom-Stein-Gedächtnisausgabe. Bde. 2–3, ISSN 0067-0650). 2 Bände (Bd. 1: Buch 1–5. Bd. 2: Buch 6–10.). Auf Grund der Übersetzung W. Giesebrechts neubearbeitet. Wissenschaftliche Buchgesellschaft, Darmstadt 1955–1956 (Zahlreiche Auflagen).
- als Herausgeber mit Werner Trillmich: Quellen des 9. und 11. Jahrhunderts zur Geschichte der hamburgischen Kirche und des Reiches. = Fontes saeculorum noni et undecimi historiam ecclesiae Hammaburgensis necnon imperii illustrantes (= Ausgewählte Quellen zur deutschen Geschichte des Mittelalters. Freiherr-vom-Stein-Gedächtnisausgabe. Bd. 11). Wissenschaftliche Buchgesellschaft, Darmstadt 1961 (Zahlreiche Auflagen).